# Rio Tapauá
O "rio Tapauá" é um curso de água brasileiro que banha o estado do  Amazonas. É o principal afluente do rio Purus, portanto, um sub-afluente do rio Solimões, nome brasileiro do curso médio do Amazonas a montante de Manaus.

## Geografia
Sua bacia está situada entre o rio Juruá e o rio Purus. Nasce a cerca de 50 km do rio Juruá e segue um curso paralelo a este por aproximadamente 300 km, depois toma a direção leste e junta-se ao rio Purus na margem esquerda, 150 km a montante do porto fluvial de Tapauá (município com cerca de 20000 habitantes). Portanto, não banha a cidade que leva seu nome, mas cujo imenso território densamente florestal e muito pouco povoado abrange quase a totalidade de sua bacia.
Sua extensão é de cerca de 550 Km. No entanto, o rio Cuniuá, que é o principal afluente do rio Tapauá, possui uma bacia hidrográfica que abrange uma área de 38.300 Km², o que representa mais da metade da área total da bacia hidrográfica do rio Tapauá, que é de 63.600 Km². O rio Cuniuá segue um curso paralelo ao rio Purus e junta-se ao rio Tapauá quilômetro antes de sua foz. Ele tem um afluente importante: o rio Piranha (quilômetro).